# Meranoplus oceanicus
Meranoplus oceanicus é uma espécie de formiga do gênero Meranoplus, pertencente à subfamília Myrmicinae.